# Амхара (регион)
Амха́ра (амх. አማራ ክልል) — один из 12-ти регионов (штатов) Эфиопии, основным населением которого является народ амхара. Ранее известен как регион 9. Административный центр — город Бахр-Дар.
Другие значимые города — Гондэр, Дэссе, Дэбрэ-Бырхан, Дэбрэ-Маркос, Комбольча, Уольдыя, Лалибэла.

## География
Здесь расположено крупнейшее озеро Эфиопии — Тана. А также национальный парк Сымен с наивысшей точкой Эфиопии — горой Рас-Дашен.

## История
Во времена императорской Эфиопии регион был разделён на несколько провинций, которые возглавляли негусы. Большая часть этих провинций в 1995 году была объединена в один регион.

## Население
По данным Центрального статистического агентства на 2007 год, население региона составляет 17 214 056 человек: 8 641 580 мужчин и 8 580 396 женщин. Городское население насчитывает 2 112 595 человек (12,27 %). Плотность населения составляет 108,19 чел/км². В регионе насчитывается 3 953 115 отдельных хозяйств, таким образом, в среднем приходится 4,3 человека на одно хозяйство (3,3 человека — в городских хозяйствах и 4,5 человека — в сельских хозяйствах).
91,48 % населения принадлежит к этнической группе амхара; проживают также агау (3,46 %), оромо (2,62 %) и др. 82,5 % населения — христиане-миафизиты; 17,2 % — мусульмане; 0,2 % — протестанты; 0,1 % — исповедуют другие религии.
По данным прошлой переписи 1994 года население составляло 13 834 297 человек, из них 6 947 546 мужчин и 6 886 751 женщина. Городское население насчитывало 1 265 315 человек (9,15 %).
По данным CSA на 2004 год, только около 28 % населения имеют доступ к чистой питьевой воде (19,89 % в сельской местности и 91,8 % в городах). Уровень грамотности составляет 54,0 % для мужчин и 25,1 % для женщин. Детская смертность составляет 94 на 1000 родившихся (что гораздо выше среднего по стране показателя 77 на 1000). По крайней мере половина этих смертей приходится на первый месяц жизни ребёнка.

## Административное деление
- Агев-Ави (Agew Awi)
- Бахр-Дар (Bahir Dar)
- Ваг-Хемра (Wag Hemra)
- Восточный Годжам (Misraq Gojjam)
- Западный Годжам (Mirab Gojjam)
- Оромия (Oromia)
- Северный Гондэр (Semien Gondar)
- Северное Уолло (Semien Wollo)
- Северная Шоа (Semien Shewa)
- Южный Гондэр (Debub Gondar)
- Южное Уолло (Debub Wollo)